# Bilorteo
Bilorteo es un lugar que pertenece a la parroquia de Serín en el concejo de Gijón (Principado de Asturias). Se encuentra a 94 m s. n. m. y está situada a 13,70 km de la capital del concejo, Gijón. 

## Población
En 2020 contaba con una población de 1 habitante (INE 2020) y 7 viviendas.